# Furduiești (gmina Sohodol)
Furduiești – wieś w Rumunii, w okręgu Alba, w gminie Sohodol. W 2011 roku liczyła 13 mieszkańców.